# Kedaulatan Rakyat
Kedaulatan Rakyat – indonezyjski dziennik z siedzibą w Yogyakarcie.
Pismo zostało założone w 1945 roku i jest najstarszym lokalnym dziennikiem w Yogyakarcie.
Dzienny nakład gazety wynosi ponad 125 tys. egzemplarzy.
Serwis internetowy „Kedaulatan Rakyat” został uruchomiony w 2009 roku (pod domeną krjogja.com).